# آلبرت جانسون (بازیکن فوتبال، زاده ۱۹۲۰)
آلبرت جانسون (انگلیسی: Albert Johnson؛ ۱۵ ژوئیهٔ ۱۹۲۰ – ۲۲ ژوئن ۲۰۱۱) بازیکن فوتبال اهل بریتانیا بود.
از باشگاه‌هایی که در آن بازی کرده‌است می‌توان به باشگاه فوتبال ویتون آلبیون، باشگاه فوتبال اورتون، و باشگاه فوتبال چسترفیلد اشاره کرد.